# Leopold II (wielki książę Toskanii)
Leopold II Jan Józef Franciszek Ferdynand Karol Habsburg-Lotaryński (ur. 3 października 1797 we Florencji; zm. 29 stycznia 1870 w Rzymie) – arcyksiążę, wielki książę Toskanii w latach 1824–1859.

## Życiorys
Leopold był synem wielkiego księcia Ferdynanda III Toskańskiego i Luizy Marii, księżniczki Obojga Sycylii oraz wnukiem cesarza Leopolda II i jego żony – infantki Marii Ludwiki Hiszpańskiej. Od 1799 roku towarzyszył ojcu na wygnaniu w Wiedniu, Salzburgu i Würzburgu. Do Toskanii powrócił w 1814 roku.Władzę w księstwie przejął 18 czerwca 1824 roku. Pierwsze dwadzieścia lat panowania poświęcił problemom wewnętrznym państwa. Jego polityka była względnie reakcyjna i najłagodniejsza spośród wszystkich władców Toskanii, która po roku 1832 stała się ostoją liberałów. Pozostawał pod wpływem Austrii, ale nie stosował się ściśle do zaleceń płynących z Wiednia. Zezwalał na wolność prasy czy też osiedlanie się uchodźców politycznych (jak np. Giuseppe Mazzini) w granicach księstwa.
Wydarzenia z lat 1847/1848 wymusiły na Leopoldzie nadanie księstwu konstytucji. Stało się to 15 lutego 1848 roku. Nie spełnił jednak zgłaszanych, najbardziej radykalnych postulatów o likwidacji wpływów austriackich w Toskanii, chociaż w marcu tego samego roku – w obawie o tron – wypowiedział wojnę własnej dynastii i posłał do Lombardii nieproszone posiłki Karolowi Albertowi, który podjął walkę o wyzwolenie północnych Włoch spod austriackiego panowania. Inna sprawa, że w kwietniu – śladem papieża – wycofał się z wojny, ale miasta toskańskie, z Livorno na czele, wywierały naciski by nie odstąpił od ustroju konstytucyjnego. W zamęcie działań wojennych został zmuszony do ucieczki z Florencji, aczkolwiek po bitwie pod Novarą miejscy notable pośpieszyli wysłać delegację z usilną prośbą by wrócił.

## Rodzina
W 1817 r. poślubił Marię Annę Saksońską (1799–1832). Doczekał się z nią trójki potomstwa:
- Karolina (1822–1841),
- Augusta Ferdynanda (1825–1864) – żona Luitpolda, księcia-regenta Bawarii,
- Maksymiliana (1827–1834).

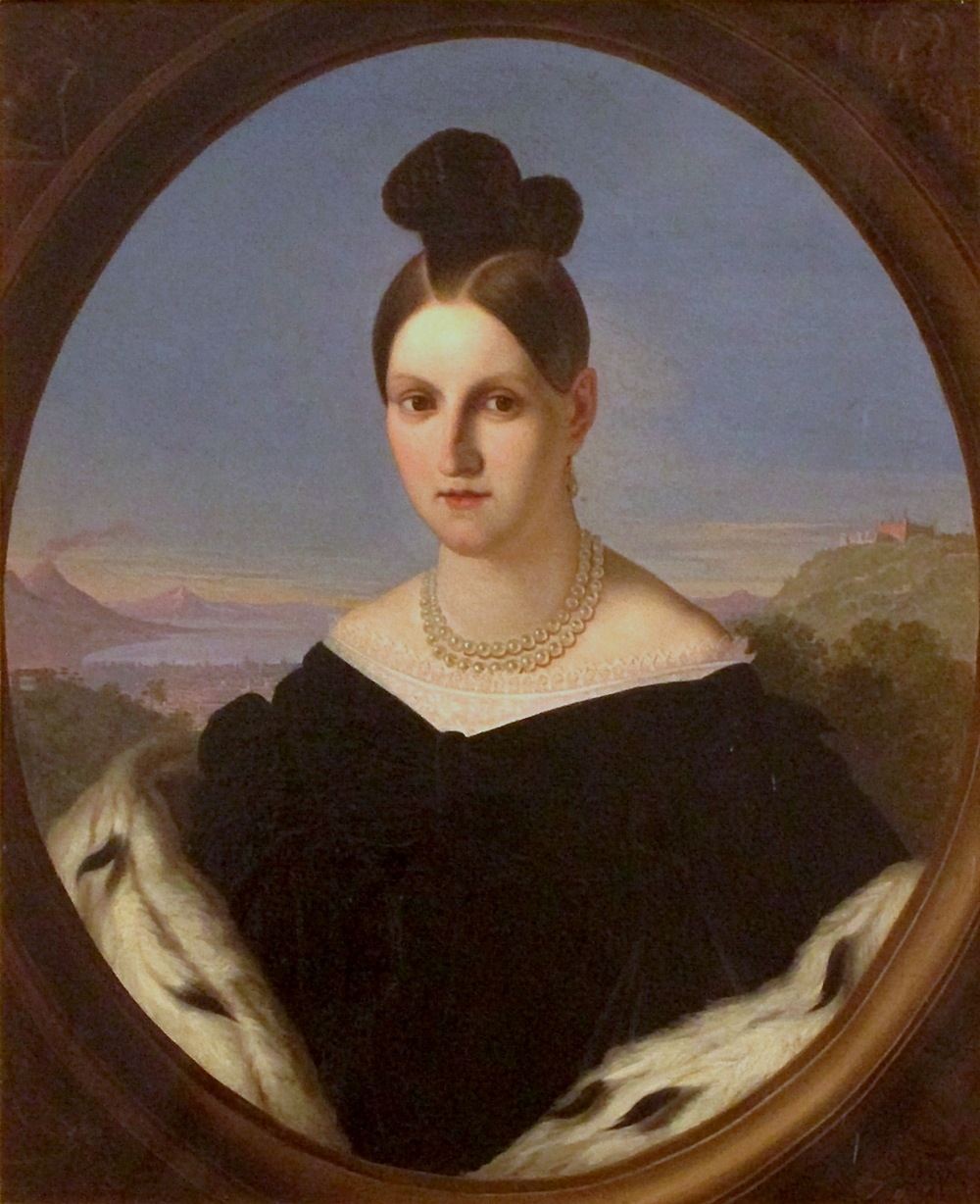
Maria Antonietta Burbon-Sycylijska

Po śmierci Marii Anny wielki książę ożenił się po raz drugi. Jego żoną została Maria Antonietta Sycylijska, córka Franciszka I Burbona, króla Obojga Sycylii, i królowej Marii Izabeli, infantki hiszpańskiej. Para doczekała się dziesięciorga dzieci:
- Maria Izabella (1834–1901) – żona Franciszka Burbon-Sycylijskiego, hrabiego Trapani,
- Ferdynand IV (1835–1908) – wielki książę Toskanii, mąż Alicji Burbon-Parmeńskiej,
- Maria Teresa (1836–1838),
- Maria Krystyna (1838–1849),
- Karol Salwator (1839–1892) – mąż Marii Immaculaty Burbon-Sycylijskiej,
- Maria Anna (1840–1841),
- Rainer (1842–1844),
- Maria Ludwika (1847–1917) – żona Charlesa de Isenburg et Büdengen,
- Ludwik Salwator (1847–1915),
- Jan Salwator, Jan Orth (1852–1891) – mąż Milly Stubel.